# Помещение
Помещението е част от пространството на сграда или друг обект на недвижима собственост, обособена за самостоятелно използване.
В сградите, изградени за зрелищни представления, в покритите пазари и в спортните съоръжения помещението от залов тип може да заема основната част от обема на сградата.
Най-общо се подразделят на:
- жилищни помещения – например стая
- нежилищни помещения – например склад.